# Oxyde de chlore
Les oxydes de chlore sont les divers composés de l'oxygène et du chlore.

## Oxydes de chlore neutres
- monoxyde de chlore, ClO ;
- dioxyde de chlore, ClO2 ;
- chloroperoxyle, ClOO ;
- trioxyde de chlore, ClO3 ;
- monoxyde de dichlore, Cl2O ;

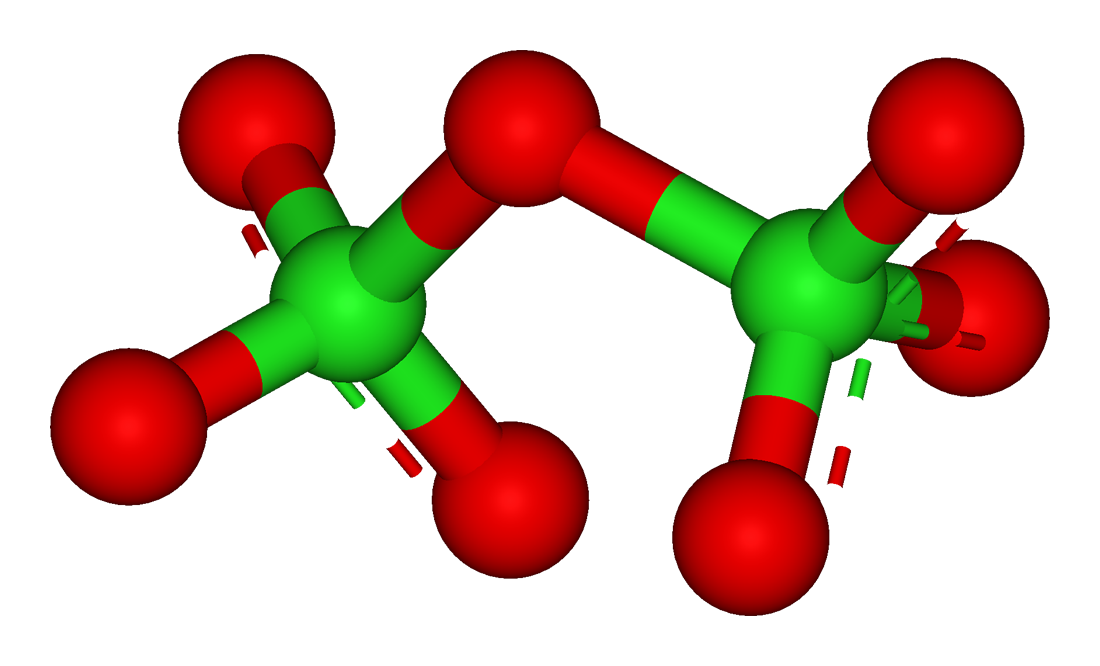
Heptoxyde de dichlore, Cl_{2}O_{7}

- trois dioxydes de dichlore différents :
  - peroxyde de chlore, Cl2O2,
  - chlorure de chloryle, ClO2Cl,
  - chlorite de chlore, ClOClO ;
- trioxyde de dichlore, Cl2O3 ;
- tétroxyde de dichlore, ClOClO3 ;
- hexoxyde de dichlore, Cl2O6 ;
- heptoxyde de dichlore, Cl2O7 ;
- tétroxyde de chlore, ClO4 ;
- oxyperoxyde de chlore(VII), (OClO3)2.

## Oxydes de chlore ionisés
Plusieurs ions sont aussi des oxydes de chlore :
- chloryle, ClO2+ ;
- perchloryle, ClO3+ ;
- hypochlorite, ClO− ;
- chlorite, ClO2− ;
- chlorate, ClO3− ;
- perchlorate, ClO4−.